# Ramirás
Ramirás – gmina w Hiszpanii, w prowincji Ourense, w Galicji, o powierzchni 40,66 km². W 2011 roku gmina liczyła 1812 mieszkańców.